# 北海道道576号瑞穂安平停車場線
北海道道576号瑞穂安平停車場線（ほっかいどうどう576ごう みずほあびらていしゃじょうせん）は、北海道勇払郡安平町内を結ぶ一般道道（北海道道）である。

## 概要

### 路線データ
- 起点：北海道勇払郡安平町早来瑞穂
- 終点：北海道勇払郡安平町安平（JR北海道 室蘭本線 安平駅）
- 総延長：8.922 km
- 実延長：8.901 km
- 重用延長：0.021 km
- 未舗装延長：2.413 km

### 道路管理者
- 胆振総合振興局 室蘭建設管理部 苫小牧出張所

## 歴史
- 1967年（昭和42年）3月31日 - 路線認定[1]。

## 路線状況

### 道路施設

#### 主な橋梁
- すいめい橋（99 m、支安平川、安平町早来瑞穂）
- とりとり橋（84 m、支安平川、安平町早来瑞穂）

#### 常設型ゲート
- ゲ－ト（安平町早来瑞穂）

## 地理

### 通過する自治体
- 胆振総合振興局
  - 勇払郡安平町

### 交差する道路
安平町
- 国道234号 - 安平

### 沿線にある施設など
安平町
- 瑞穂ダム
- 安平郵便局
- 安平町立安平小学校
- JR北海道 室蘭本線 安平駅